# JavaBeans
JavaBeans jsou třídy v programovacím jazyku Java, které se nějak pojmenují a k instancím těchto tříd se přistupuje pomocí těchto referencí. Nicméně, aby takovýto mechanismus mohl vůbec fungovat, musí programátor dodržet několik málo konvencí, které zavedl Sun Microsystems Inc.

## Úvod
JavaBeans se většinou používají k programování Webových aplikací nebo Java Enterprise Aplikací (Enterprise Java Beans). Enterprise beans dodržují stejné konvence, ale konfigurace je mnohem složitější.
Instance JavaBeans jsou kumulovány v kontejneru (Web Container, Tomcat), ze kterého je dotazujeme pomocí předem definované reference. Výhodou může být, že dotyčný Bean je naprogramován již někým před Vámi a je Vám poskytnut k užívání - např. bean schopný odesílat e-maily apod.

## Konvence Java Bean
K vlastnostem instance třídy JavaBeanu se přistupuje POUZE prostřednictvím setterů a getterů. Názvy pochází z pojmenování metod. Je-li ve třídě vlastnost (property) s názvem prop a hodnotou uloženou v privátní datové položce prop, potom se k ní přistupuje pomocí metod public TypPromenné getProp() a public void setProp(nová_hodnota). V případě proměnných booleovského typu (boolean) je možné (ne nutné) namísto getteru implementovat is metodu, tj. public boolean isProp().
Tyto metody se rozpoznávají a volají na beanu až při běhu programu - tedy není neobvyklé se dočkat výjimky, že požadovaná property nebyla nalezena.

## Praxe
V případě, že se rozhodnete programovat s použitím technologie JavaServer Pages, definujete si reference na beany přímo v každém JSP souboru.
V případě JavaServer Faces se deklarují odkazy na beany globálně pro celou Webovou aplikaci v souboru WEB-INF/faces-config.xml